# August Luttnar (továrna)
August Luttnar byla továrna v Ostravě na ulici Kübeckgasse (Živičná) zabývající se výrobou dehtových produktů.

## Historie
Společnost založil August Luttnar († 22. června 1912), když zakoupil v roce 1893 továrnu na lepenku a dehet od Anny Němečkové poté, co opustil místo ředitele v Prkenném Dole (Brettgrund) u Žacléře.
Dne 29. května 1894 byla firma „Aug.Luttnar" zapsána do obchodního rejstříku u okresního soudu v Nové Jičíně. Dne 27. října 1903 byla lepenka ku pokrývání střech, vyráběná Augustem Luttnarem, uznána vyhláškou c. k. místodržitele na Moravě za ohnivzdornou krytbu. Vyhláška vyšla v knize Zákony a nařízení zemská pro Markrabství moravské.
Dne 2. května 1905 bylo projednáváno zřízení železniční vlečky společnosti Brünner Local Eisenbahn Gesselschaft do závodu.
V roce 1910 se závod napojil železniční vlečkou na Báňskou dráhu. Provoz na vlečce probíhal do 22. listopadu 1935; dne 12. května 1937 byla vlečka odpojena a zrušena.
Dne 28. září 1906 uzavřel August Luttnar kartelovou dohodu s pěti dalšími firmami.
Firma sídlila na ulici Banhofstrasse 70, po přejmenování na ulici Nádražní 70. Provoz jeho továrny vzbuzoval kritiku kvůli porušování hygienických norem už v roce 1910. Kromě centrálního závodu provozovala firma i závod v Brodku u Přerova. 
Dne 20. března 1911 byla udělena prokura paní Hedwice Luttnarové a Antonu Formandlovi. Firma Dachpappen-und Teerprodukten-Fabrik in Witkowitz, G.m.b.H. měla základní kapitál ve výši 50 000 Korun.
Pro výrobu lepenky vykupovala firma hadry.
Dne 8. října 1913 byla firma jako pozůstalost po zemřelém Augustu Luttnarovi přepsána na vdovu Hedwigu Lutnarovou a děti Marii, Augusta a Ilsu. Jednateli společnosti byli ustanoveni Anton Formandl, ředitel a Johann Artmann, výrobní ředitel.
Chemickou továrnu na výrobky dehtové, asfalt, lepenku a technické mastné zboží firmy August Luttnar spol. s r. ob. prohlásilo Ministerstvo vnitra na základě ustanovení § 1. císařského nařízení ze dne 25. července 1914 ř. z. č. 155 do odvolání nejdéle po dobu trvání války za státem chráněný podnik. Firma dodávala čistý benzen, ale pouze několik vagonů ročně.
Výrobou technických mazadel se ve dvacátých letech zabývalo v Československu 7 závodů, ale produkce Luttnarovy firmy patřila k těm největším.
Dne 23. listopadu 1918 koupil provoz v Brodku u Přerova Antonín Formandl.
Dne 1. ledna 1921 koupila firmu August Luttnar-Dachpapppen-Asphalt und Theerprodukten Fabrik komanditní společnost Julius Rütgers. Dne 19. července 1924 vyzvala meziministerská komise k nostrifikaci (přeložení sídla firmy) firmu August Luttnar, Wien.
V padesátých letech 20. století v areálu sídlila Posista, národní podnik; později Živičné vozovky, národní podnik, s adresou Ostrava I., Popovova 14.

## Stav v roce 1924
- jednatelé: Sváček Rich. - ředitel, Artmannn Jan - závodní
- úředníci: Seidler Rud. - dispečer, Lischka Arnošt - chemik, Felszykiewiczová Felixa - účetní, Gruber Jan - vrchní strojmistr,
- mistři: Holas Eduard, Holik Jul., Langer Kar.
- dělníci: 150 osob
- strojní vybavení: 4 oxforty pro destilaci dehtu (2 000 kg), 1 pánev pro výrobu lepenky, rafinerie terpentýnu, zařízení pro výrobu technických tučnin (maziv)[21]

August Luttnar zastával funkce v Obchodní komoře; byl i porotcem u okresního soudu v Novém Jičíně.
Inženýrem pobočky byl Gustav Šebor mladší, člen Československé společnosti chemické.

## Požáry
V petrochemických továrnách bylo zvýšené nebezpečí požárů. To platilo i pro podnik Augusta Luttnara, v kterém hořelo několikrát:
- Již 28. července 1893 o půl deváté večer továrna vyhořela.[24] [25]
- Další požár následoval dne 25. července 1898 o půl osmé večer. Kromě moravskoostravských dobrovolných hasičů přijely hasičské sbory ze Lhotky, Hrušova, Hrabůvky, Kunčiček, Polské Ostravy, Přívozu, Vítkovic a důlní hasičské sbory z dolů Jindřich, Jaklovec, Karoliny. Během hašení se do Mlýnského potoka a přes něj do Odry dostalo velké množství dehtu, takže se následujícího dne na hladině Odry objevily tisíce „omráčených" ryb. Sbíhali se lidé a ryby chytali.[26]
- Hořelo také v říjnu 1905; August Luttnar poděkoval zasahujícím hasičům v novinách.[27]
- Dne 20. ledna 1910 krátce po desáté hodině se valily oblaka kouře na Polskou Ostravu. Během hodiny byl požár uhašen hasiči z blízkého dolu Jindřich a dobrovolnými hasiči z Polské Ostravy, Moravské Ostravy, Přívozu, Vítkovic a také hasičského sboru z dolu Trojice.[28]
- V závodě hořelo i dne 21. května 1912 kolem půl třetí hodiny odpoledne.[29] Vzplál kotel na dehet a oheň se rozšířil až do půdních prostor. Ihned po prvním poplachu byla na místě podniková hasičská jednotka Jindřich a v krátkých intervalech ji následovaly jednotky hasičů z Moravské Ostravy, Přívozu, Polské Ostravy a dolu František. Brzy poté dorazilo hasičské auto z Vítkovic.[30]
- Na podzim roku 1915 shořely nádrže na dehet. Kvůli riziku exploze nemohli přítomní hasiči nádrže hasit.[31]
- Dne 4. února 1916 vybuchl kotel v naftalinovém provozu. Následně se rozšířil požár, který zničil dvě budovy.[32]

## Současnost
Existenci podniku v Moravské Ostravě připomíná název ulice: Živičná. Lokalita bývalého podniku byla zastavěna v osmdesátých letech 20. století panelovou výstavbou.
Dne 23. ledna 2009 vydala Česká inspekce životního prostředí rozhodnutí v němž ukládá odtěžení výplně koryta Mlýnské strouhy z důvodu závadného krajně naléhavého stavu způsobeného kontaminací horninového prostředí včetně podzemní vody.